# Emilio Azcárraga Jean

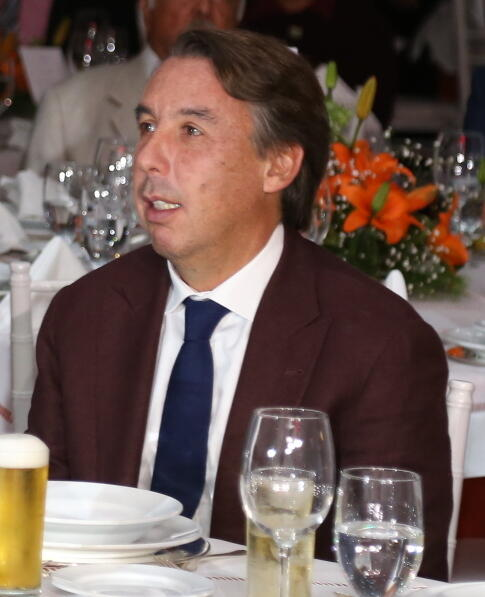

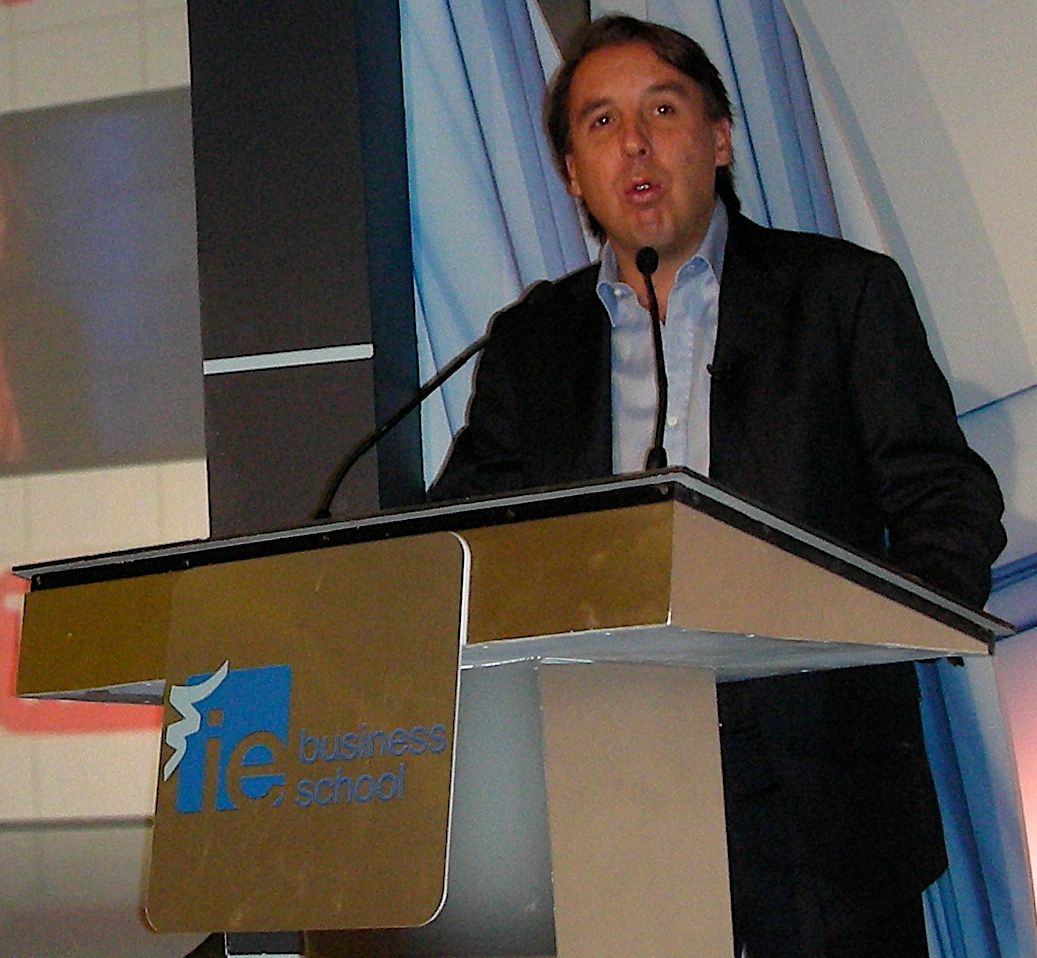
Emilio Azcárraga Jean

Emilio Fernando Azcárraga Jean (Mexico-Stad, 21 februari 1968) is een Mexicaans zakenman. Azcárraga is de directeur van Mexico's grootste mediaconcern Televisa.
Azcarraga is de zoon van Emilio Azcárraga Milmo en zijn derde vrouw, de Française Nadine Jean. Azcarraga werd directeur op 29-jarige leeftijd na de dood van zijn vader, de vorige directeur was. In 2004 huwde hij Sharon Fastlitch, met wie hij een zoon heeft.
Azcárraga geldt als een van de rijkste personen van Latijns-Amerika. Volgens een schatting van het Amerikaanse tijdschrift Forbes heeft hij een fortuin van 2,2 miljard US$. Azcárraga heeft naast Televisa ook zitting in het bestuur van Teléfonos de Mexico, Univision en Banamex.